# Craig Hartsburg
Craig William Hartsburg (* 29. Juni 1959 in Stratford, Ontario) ist ein ehemaliger kanadischer Eishockeyverteidiger. Seit der Saison 2012/13 ist er als Assistenztrainer bei den Columbus Blue Jackets in der National Hockey League aktiv.

## Karriere als Spieler
Craig Hartsburg begann seine Karriere 1974 bei den Guelph Biltmore Mad Hatters aus der regionalen Nachwuchsliga SOJHL, ehe er 1975 zu den Sault Ste. Marie Greyhounds in die erstklassige Juniorliga OHA wechselte. Nach einer soliden ersten Saison wurde Hartsburg zum Mannschaftskapitän der Greyhounds ernannt und entwickelte sich auf dem Eis deutlich weiter. In einer sportlich enttäuschenden Mannschaft war er mit 29 Toren und 64 Assists in 61 Ligaspielen bester Scorer der Mannschaft und erhielt die Max Kaminsky Trophy als bester Verteidiger der OHA.
In der Saison 1977/78 kam der 16-jährige Wayne Gretzky zur Mannschaft, doch das Saisonergebnis konnte nur unwesentlich verbessert werden. Zudem erlitt Hartsburg zu Beginn der Spielzeit eine Knieverletzung, weshalb er nur 36 Spiele bestreiten konnte.
Da sich bis zum Sommer 1978 noch keine Mannschaft der NHL die Rechte an Hartsburg gesichert hatte, unterschrieb er einen Vertrag bei den Birmingham Bulls aus der konkurrierenden Profiliga World Hockey Association. Das Team, das mit sehr jungen Spielern wie Michel Goulet und eben Hartsburgh besetzt war, belegte am Ende der Saison 1978/79 den vorletzten Platz der Liga. Hartsburg hatte jedoch persönlich eine gute erste Profisaison mit neun Toren und 40 Vorlagen.
Nachdem die WHA im Sommer 1979 aufgelöst wurde, wählten die Minnesota North Stars Craig Hartsburg im NHL Entry Draft 1979 in der ersten Runde an Position sechs aus. Ihm gelang auch direkt der Durchbruch in der NHL und war mit 44 Scorerpunkten in 79 Spielen punktbester Verteidiger der Mannschaft. In der folgenden Saison knüpfte er an seine guten Leistungen an und war vor allem in den Playoffs ein wichtiger Bestandteil der Mannschaft, als sie das Stanley-Cup-Finale gegen die New York Islanders erreichten.
Nicht nur sportlich, sondern auch in der Hierarchie der North Stars stieg er daraufhin auf und wurde zu einem der Alternativ-Kapitäne für die Saison 1981/82 ernannt, in der er sein bestes Jahr mit 17 Toren und 60 Torvorlagen in 76 Ligaspielen hatte. Im Herbst 1982 erhielt er schließlich das „C“ als Mannschaftskapitän des Teams von Tim Young.
In der Saison 1982/83 hielt er seine Leistungen weiterhin auf einem hohen Niveau und die North Stars qualifizierten sich erneut für die Playoffs, in denen Hartsburg neben Brad Maxwell der beste Scorer war. Jedoch scheiterten sie wie schon im Vorjahr relativ früh. Zu Beginn der Spielzeit 1983/84 musst sich Hartsburg wegen Osteophyten einer Operation unterziehen und verpasste dadurch mehrere Spiele. Nachdem er wieder ins Spielgeschehen zurückgekehrt war, absolvierte er 26 Spiele, zog sich jedoch im Januar 1984 einen Bänderriss zu und fiel für den Rest der Saison aus.
Auch in der Saison 1984/85 wurde er nicht von Verletzungen verschont und wurde auf Grund eines Bruchs im Oberschenkel auf 32 NHL-Einsätze limitiert. Die folgenden zwei Spielzeiten konnte mit Ausnahme leichterer Verletzungen weitestgehend ohne körperliche Probleme spielen, fand zu seiner alten Form zurück und erzielte am 1. November 1986 als erster Verteidiger der North Stars einen Hattrick.
Zur Saison 1987/88 kehrte seine Verletzungspech jedoch wieder zurück und musste auf Grund eines Leistenbruchs und einer Schulterverletzung, die zu einer Operation führte, lange Zeit pausieren. Im Herbst 1988 kehrte er zurück, erlitt jedoch schon zu Beginn der Spielzeit eine Infektion im Knöchel. Nachdem die Verletzung ausgestanden schien, spielte er in 30 Partien und erzielte 18 Scorerpunkte. Jedoch traten im Januar 1989 die gleichen Beschwerden im Knöchel auf, woraufhin er wenige Tage später sein Karriereende bekannt gab.

## Karriere als Trainer
Nach dem Ende seiner aktiven Karriere blieb Hartsburg in der Organisation der Minnesota North Stars und wurde im Sommer 1989 Assistenztrainer von Pierre Pagé. Die Mannschaft erreichte die Playoffs, scheiterte aber schon in der ersten Runde und Cheftrainer Pagé wurde entlassen. Hartsburg wechselte daraufhin im August 1990 zu den Philadelphia Flyers, wo er in vier Jahren Paul Holmgren, Bill Dineen und Terry Simpson assistierte. Jedoch verliefen alle vier Saisons erfolglos und die Mannschaft konnte in keinem Jahr die Playoffs erreichen.
1994 verließ er die Flyers und erhielt seinen ersten Posten als Cheftrainer bei den Guelph Storm aus der kanadischen Juniorenliga OHL. Die Mannschaft stand erst vor ihrer vierten Saison und Hartsburg führte sie zum bis dahin besten Jahr, als sie 47 der 66 Ligaspiele gewannen und somit den ersten Platz in der Liga belegten. In den Playoffs zogen die Storm ohne eine Niederlage bis ins Finale ein, scheiterten dort jedoch an den Detroit Junior Red Wings. Zudem erhielt er die Matt Leyden Trophy als bester Trainer der Liga und den CHL Coach of the Year Award als bester Trainer der CHL.
Durch den Erfolg waren die Chicago Blackhawks aus der NHL auf Hartsburg aufmerksam geworden und verpflichteten ihn zur Saison 1995/96 als Cheftrainer. Er führte das Team mit 40 Siegen auf den dritten Platz der Western Conference und erreichte die zweite Runde der Playoffs. Doch die Leistung der Mannschaft ließ daraufhin nach. In der folgenden Saison konnten sich die Blackhawks nur als achtbestes Team für die Playoffs qualifizieren und im Jahr darauf verpassten sie zum ersten Mal seit 1969 die Endrunde, woraufhin Hartsburg entlassen wurde.
Doch nur kurz darauf engagierten ihn die Mighty Ducks of Anaheim als neuen Trainer und er führte das Team zur zweiten Playoffteilnahme ihres sechsjährigen Bestehens. Doch auch in Anaheim konnte das Team unter Hartsburgs Leitung nach einer positiven ersten Saison in den folgenden Spielzeiten nicht mehr an diese Leistung anknüpfen und im Dezember 2000 wurde er erneut entlassen.
Im Sommer 2001 kehrte er in die Juniorenliga OHL zurück und übernahm die Sault Ste. Marie Greyhounds sowohl als Trainer als auch als Director of Hockey Operations. Nachdem die Mannschaft in der Vorsaison den letzten Platz in der Western Conference belegt hatten, führte er die Greyhounds in der Saison 2001/02 auf den dritten Rang. In den Playoffs unterlag das Team aber schon in der ersten Runde. Trotzdem erhielt Hartsburg zum zweiten Mal die Matt Leyden Trophy als bester Trainer der OHL.
Allerdings zog es Hartsburg nach der positiven Saison bei den Greyhounds wieder zurück in die NHL und er nahm den Posten als Assistenztrainer von Ken Hitchcock bei den Philadelphia Flyers an. Die Flyers spielten zwei sehr gute Spielzeiten und erreichten in der Saison 2003/04 das Finale der NHL Eastern Conference, wo sie nur knapp von den Tampa Bay Lightning geschlagen wurden.
Als die NHL-Saison 2004/05 abgesagt wurde, entschied sich Hartsburg zu den Sault Ste. Marie Greyhounds zurückzukehren. Nach drei durchschnittlichen Spielzeiten, in denen die Greyhounds zwei Mal in der ersten Runde und ein Mal in der zweiten Runde der Playoffs scheiterten, belegten sie in der regulären Saison 2007/08 den dritten Platz in der OHL und unterlagen in der Endrunde erst im Conference-Finale gegen den späteren Titelgewinner Kitchener Rangers.
Am 13. Juni 2008 wurde Craig Hartsburg von den Ottawa Senators aus der NHL als neuer Cheftrainer engagiert. Hartsburg sollte die strauchelnde Mannschaft wieder zurück an die Spitze der Liga führen, doch er scheiterte mit seinem Vorhaben. Durch unkonstantes Spiel der Torhüter sowie der schlechtesten Offensive der Liga, rangierten die Senators nach 48 Spielen mit 17 Siegen nur auf dem 13. Platz der Eastern Conference und hatten bereits 14 Punkte Rückstand auf einen Playoff-Platz. Anfang Februar 2009 wurde Hartsburg daraufhin als Trainer entlassen. Am 23. Juni 2009 wurde er als Trainer der Everett Silvertips vorgestellt. In der Saison 2009/10 führte er die Mannschaft zu 46 Siegen in 72 Spielen der Regular Season, kam in den Playoffs allerdings nicht über die erste Runde hinaus. Im Juni 2011 wurde er von den Calgary Flames als Assistenztrainer verpflichtet.

## International
Craig Hartsburg war 1978 erstmals für die kanadische Nationalmannschaft aktiv, als er bei der Junioren-Weltmeisterschaft die Bronzemedaille gewinnen konnten. Es folgten in den nächsten Jahren Einsätze bei den Weltmeisterschaften der Senioren in den Jahren 1982, 1983 und 1987. Zwei Mal konnte er die Bronzemedaille gewinnen und wurde 1987 zum besten Verteidiger des Turniers ausgezeichnet. Weitere Einsätze für das Nationalteam hatte er 1981 und 1987 beim Canada Cup, den er ein Mal gewinnen konnte.
2006 war Hartsburg Assistenztrainer von Brent Sutter, den er selbst zehn Jahre zuvor in Chicago trainiert hatte, bei der U20-Junioren-Weltmeisterschaft, die das kanadische Team mit dem Titelgewinn beendete. Bei den Turnieren in den Jahren 2007 und 2008 übernahm er schließlich selbst die Verantwortung als Cheftrainer und führte das Team beide Male zum Weltmeistertitel.

## Erfolge und Auszeichnungen

### Als Spieler
- 1977 Teilnahme am OHL All-Star Game
- 1977 Max Kaminsky Trophy
- 1977 OHA Second All-Star Team
- 1978 OHA Third All-Star Team
- 1978 Bronzemedaille bei der Junioren-Weltmeisterschaft
- 1980 Teilnahme am NHL All-Star Game
- 1981 Silbermedaille beim Canada Cup
- 1982 Teilnahme am NHL All-Star Game
- 1982 Bronzemedaille bei der Weltmeisterschaft
- 1982 Second All-Star Team der Weltmeisterschaft
- 1983 Teilnahme am NHL All-Star Game
- 1983 Bronzemedaille bei der Weltmeisterschaft
- 1987 Bester Verteidiger der Weltmeisterschaft
- 1987 Goldmedaille beim Canada Cup

### Als Trainer
- 1995 Matt Leyden Trophy
- 1995 CHL Coach of the Year Award
- 2002 Matt Leyden Trophy
- 2002 OHL First All-Star-Team
- 2006 Goldmedaille bei der U20-Junioren-Weltmeisterschaft (als Assistenztrainer)
- 2007 Goldmedaille bei der U20-Junioren-Weltmeisterschaft
- 2008 Goldmedaille bei der U20-Junioren-Weltmeisterschaft